# Озерний (Зубово-Полянський район)
Озе́рний (рос. Озёрный, ерз. Озерный) — селище у складі Зубово-Полянського району Мордовії, Росія. Входить до складу Яваського міського поселення.
Населення — 1619 осіб (2010; 2021 у 2002).
Національний склад (станом на 2002 рік):
- росіяни — 82 %